# Александру-Влахуце (комуна)
Александру-Влахуце (рум. Alexandru Vlahuță) — комуна у повіті Васлуй в Румунії. До складу комуни входять такі села (дані про населення за 2002 рік):
- Александру-Влахуце (802 особи) — адміністративний центр комуни
- Буда (346 осіб)
- Гікань (195 осіб)
- Морерень (282 особи)
- Флорешть (753 особи)

Комуна розташована на відстані 251 км на північний схід від Бухареста, 24 км на південь від Васлуя, 81 км на південь від Ясс, 115 км на північ від Галаца.

## Населення
За даними перепису населення 2002 року у комуні проживали 3154 особи, усі — румуни. Усі жителі комуни рідною мовою назвали румунську.
Склад населення комуни за віросповіданням:
| Релігія       | Кількість осіб | Відсоток |
| ------------- | -------------- | -------- |
| православні   | 3081           | 97,7%    |
| бретрени      | 34             | 1,1%     |
| п'ятдесятники | 21             | 0,7%     |
| адвентисти    | 9              | 0,3%     |
| лютерани      | 7              | 0,2%     |
| реформати     | 1              | < 0,1%   |